# Quirguistão nos Jogos Olímpicos de Inverno de 2018
O Quirguistão participou dos Jogos Olímpicos de Inverno de 2018, realizados na cidade de Pyeongchang, na Coreia do Sul. 
Foi a sétima aparição do país em Olimpíadas de Inverno desde a sua estreia nos Jogos de 1994, em Lillehammer. Esteve representado por dois atletas: Evgeniy Timofeev, no esqui alpino, e Tariel Zharkymbaev, no esqui cross-country.

## Desempenho

### Esqui alpino
Masculino
| Atleta           | Evento         | Descida 1 | Descida 2 | Total   | Pos. |
| ---------------- | -------------- | --------- | --------- | ------- | ---- |
| Evgeniy Timofeev | Slalom         | 1:01.56   | 1:02.37   | 2:03.93 | 40º  |
| Evgeniy Timofeev | Slalom gigante | 1:20.90   | 1:20.13   | 2:41.03 | 63º  |

### Esqui cross-country
Masculino
| Atleta             | Evento     | Qualificatória | Qualificatória | Quartas de final | Quartas de final | Semifinal   | Semifinal   | Final       | Final       |
| Atleta             | Evento     | Tempo          | Pos.           | Tempo            | Pos.             | Tempo       | Pos.        | Tempo       | Pos.        |
| ------------------ | ---------- | -------------- | -------------- | ---------------- | ---------------- | ----------- | ----------- | ----------- | ----------- |
| Tariel Zharkymbaev | Velocidade | 4:05.99        | 78º            | Não avançou      | Não avançou      | Não avançou | Não avançou | Não avançou | Não avançou |

Legenda
| Recorde mundial      | Recorde mundial (World record)               |                       | Recorde africano                      | Recorde africano (African) |                                           | Q | Classificado por posição (Qualified) |
| Recorde olímpico     | Recorde olímpico (Olympic record)            | Recorde da América    | Recorde da América (Americas)         | q                          | Classificado por melhor tempo (Qualified) |   |                                      |
| Melhor marca do ano  | Melhor marca do ano (World leading)          | Recorde asiático      | Recorde asiático (Asian)              | DNS                        | Não largou (Did not start)                |   |                                      |
| Recorde nacional     | Recorde nacional (National record)           | Recorde europeu       | Recorde europeu (European)            | DNF                        | Não terminou (Did not finish)             |   |                                      |
| Recorde pessoal      | Recorde pessoal do atleta (Personal best)    | Recorde da Oceania    | Recorde da Oceania (Oceania)          | DSQ / DQ                   | Desclassificado (Disqualified)            |   |                                      |
| Recorde da temporada | Recorde da temporada do atleta (Season best) | Recorde sul-americano | Recorde sul-americano (South America) | NM                         | Sem marca (No mark)                       |   |                                      |